# Temesmóra

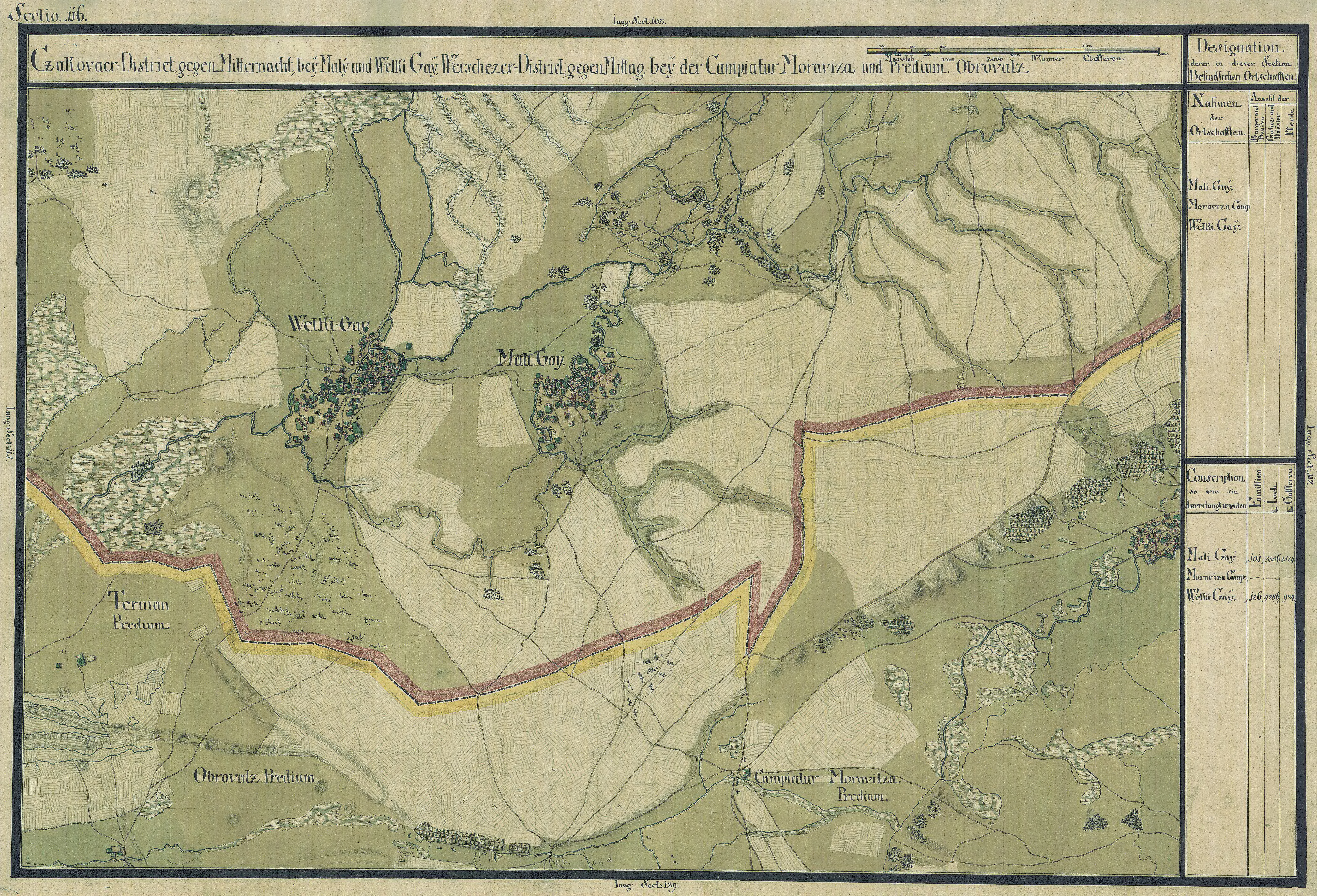
Temesmóra egy régi térképen

Temesmóra (Moravița) település Romániában, a Bánátban, Temes megyében.

## Fekvése
Alsósztamora és Ermény közt fekvő település.

## Népessége
1910-ben 1702 lakosából 1611 német, 53 magyar, 17 szerb volt. Ebből 1659 római katolikus, 28 görögkeleti ortodox volt.
2002-ben 2393 lakosából 2140 román, 112 magyar, 43 német, 38 cigány, 37 szerb, 8 ukrán, 8 horvát, 3 bolgár, 2 szlovák volt. Ebből 1934 görögkeleti ortodox, 356 római katolikus volt.

## Története
A falutól északra 2 kilométerre újkőkorszaki település maradványait tárták fel. A régészeti lelőhely a romániai műemlékek jegyzékében a TM-I-s-B-06071 sorszámon szerepel.
Temesmóra helyén feküdt egykor Mora (Mura) helység, melynek neve már az 1332-1337. évi pápai tizedjegyzékben is szerepelt.
A 15. századi oklevelek is megemlékeznek egy hasonnevű helységről. Egy 1492-ben kelt oklevél szerint Jobbágyi Mathkó Mátyás fia Miklós volt a birtokosa, aki Magyarmura, és Tóthmura nevű birtokrészeit Csáki Mihálynak zálogosította el. 1494-ben II. Ulászló magyar király parancsára az aradi káptalan zálog címén Csáki Mihályt iktatta be e két község birtokába. 1597-ben Morawa néven említették az oklevelek.
Az 1723-1725. évi gróf Mercy-féle térképen nem volt feltüntetve, de az 1761. évi hivatalos térképen már Maraviza alakban, óhitűektől lakott faluként volt feltüntetve. Az 1784-1786 években németek telepedtek itt le, részükre 145 új ház épült.
1839-ben országos és hetivásárok tartására is szabadalmat nyert. A település földesura a kamara volt, 1894-ben Kormos Béla dr. és neje Ágoston Róza vették meg, akik 1905-ig a település birtokosai voltak. 1836-ban nagy kolerajárvány pusztított itt, amikor 106-an, 1879-ben ismét kitört a kolerajárvány, ekkor 40-en estek áldozatául.
A trianoni békeszerződés előtt Temes vármegye Verseczi járásához tartozott.

## Közlekedés
A települést érinti a Temesvár–Alsósztamora-Temesmóra-vasútvonal.

## Nevezetességek
- Római katolikus templomát 1807-ben szentelték fel a Hétfájdalmú Szűz tiszteletére.